# Ла-Грейндж (Іллінойс)
Ла-Грейндж (англ. La Grange) — селище (англ. village) в США, в окрузі Кук штату Іллінойс. Населення — 16 321 особа (2020).

## Географія
Ла-Грейндж розташована за координатами 41°48′26″ пн. ш. 87°52′27″ зх. д. / 41.80722° пн. ш. 87.87417° зх. д. (41.807207, -87.874141).  За даними Бюро перепису населення США в 2010 році селище мало площу 6,53 км², уся площа — суходіл.

### Клімат
| Клімат : Ла-Грейндж                        | Клімат : Ла-Грейндж | Клімат : Ла-Грейндж | Клімат : Ла-Грейндж | Клімат : Ла-Грейндж | Клімат : Ла-Грейндж | Клімат : Ла-Грейндж | Клімат : Ла-Грейндж | Клімат : Ла-Грейндж | Клімат : Ла-Грейндж | Клімат : Ла-Грейндж | Клімат : Ла-Грейндж | Клімат : Ла-Грейндж | Клімат : Ла-Грейндж |
| Показник                                   | Січ.                | Лют.                | Бер.                | Квіт.               | Трав.               | Черв.               | Лип.                | Серп.               | Вер.                | Жовт.               | Лист.               | Груд.               | Рік                 |
| Середній максимум, °C                      | −0,6                | 1,8                 | 8,1                 | 15,0                | 21,1                | 26,5                | 28,9                | 27,7                | 23,8                | 16,8                | 9,0                 | 1,6                 | 15,1                |
| Середня температура, °C                    | −4,6                | −2,4                | 3,3                 | 9,4                 | 15,1                | 21,0                | 23,3                | 22,4                | 18,1                | 11,4                | 4,6                 | −2,4                | 9,9                 |
| Середній мінімум, °C                       | −8,6                | −6,6                | −1,6                | 3,8                 | 9,1                 | 14,5                | 17,7                | 17,2                | 12,4                | 6,0                 | 0,2                 | −6,3                | 4,9                 |
| Середня кількість сонячних годин на місяць | 295                 | 297                 | 372                 | 405                 | 450                 | 450                 | 465                 | 434                 | 375                 | 341                 | 300                 | 279                 | 4456                |
| ------------------------------------------ | ------------------- | ------------------- | ------------------- | ------------------- | ------------------- | ------------------- | ------------------- | ------------------- | ------------------- | ------------------- | ------------------- | ------------------- | ------------------- |
| Джерело:                                   |                     |                     |                     |                     |                     |                     |                     |                     |                     |                     |                     |                     |                     |

## Демографія
Згідно з переписом 2010 року, у селищі мешкало 15 550 осіб у 5650 домогосподарствах у складі 4039 родин. Густота населення становила 2380 осіб/км².  Було 5944 помешкання (910/км²).
Расовий склад населення:
| - 89,9 % — білих - 4,9 % — чорних або афроамериканців - 1,4 % — азіатів - 0,1 % — корінних американців - 1,9 % — осіб інших рас |

До двох чи більше рас належало 1,8 %. Частка іспаномовних становила 6,4 % від усіх жителів.
За віковим діапазоном населення розподілялося таким чином: 30,1 % — особи молодші 18 років, 57,3 % — особи у віці 18—64 років, 12,6 % — особи у віці 65 років та старші. Медіана віку мешканця становила 40,4 року. На 100 осіб жіночої статі у селищі припадало 92,7 чоловіків;  на 100 жінок у віці від 18 років та старших — 87,5 чоловіків також старших 18 років.
Середній дохід на одне домашнє господарство  становив 134 726 доларів США (медіана — 102 500), а середній дохід на одну сім'ю — 162 152 долари (медіана — 131 729). Медіана доходів становила 95 035 доларів для чоловіків та 80 139 доларів для жінок. За межею бідності перебувало 5,6 % осіб, у тому числі 3,9 % дітей у віці до 18 років та 6,4 % осіб у віці 65 років та старших.
Цивільне працевлаштоване населення становило 6956 осіб. Основні галузі зайнятості: освіта, охорона здоров'я та соціальна допомога — 22,8 %, науковці, спеціалісти, менеджери — 17,1 %, фінанси, страхування та нерухомість — 11,4 %, виробництво — 10,1 %.